# John Whelan
John Whelan (n. 24 de marzo de 1961) es un político laborista irlandés y senador mandato cumplido del Seanad Éireann.
Ex periodista, Whelan fue editor del periódico Leinster Express. Se unió al Partido Laborista en 2010 y fue seleccionado como candidato de ese partido para la circunscripción Laois–Offaly en las elecciones generales de Irlanda de 2011.
La convención de selección fue muy controversial, con la misma terminando después de 15 minutos en "caos total". Varios miembros abandonaron el Partido Laborista y se unieron al Partido Socialista Brian Stanley. Whelan consiguió 5.802 votos (7,8%) y quedó fuera definitivamente del Fianna Fáil por Seán Fleming.
Fue elegido senador al Seanad Éireann en el Panel de Trabajo, en abril de 2011. En 2016, sin éxito, intentó llegar a un asiento en Diputados (Dáil) en Laois. No buscó la nominación para el 25º Seanad, en 2016.